# Aeroporto de Príncipe
Aeroporto de Príncipe és una localitat de São Tomé i Príncipe. Es troba al districte de Pagué, al nord de l'illa i Regió Autònoma de Príncipe. La seva població és de 347 (2008 est.). Es troba al nord de la capital de l'illa, Santo António i rep el seu nom perquè està a la vora de l'aeroport de Príncipe. Fou fundat el 1970, un dels més recents assentaments del país. Es troba a l'est de l'aeroport i en la carretera que l'enllaça amb la capital de l'illa i l'illot i vilatge Ilhéu Bom Bom. La base militar de l'illa i la seva caserna estan al nord, la major part de la zona d'assentament és l'aeroport. A l'est hi ha Praia Inhame.

## Evolució de la població
| 2001 | 2008 |
| 304  | 347  |